# BMY-7,378
BMY-7,378 je parcijalni agonist/antagonist 5-HT1A receptora i antagonist α1D-adrenergičkog receptora.